# Sainte-Croix-sur-Aizier
Sainte-Croix-sur-Aizier est une ancienne commune française, située dans le département de l'Eure en région Normandie, devenue le 1er janvier 2016 une commune déléguée au sein de la commune nouvelle de Bourneville-Sainte-Croix.

## Géographie

### Localisation
Elle fait partie du parc naturel régional des Boucles de la Seine normande.

## Toponymie
Le nom de la localité est attesté sous les formes Sancta Crux en 1025 (charte de Richard II) ; S. Crux juxta Aysiacum, S. Crux de Asyaco et Sainte Crois en 1272 (cartulaire de Fécamp) ; Sainte Croix sur Aizier en 1793.
Sainte-Croix est un nom propre employé comme patronyme et toponyme ; en particulier, de nombreuses églises, monastères et communes portent ce nom. Il est inspiré de la Sainte Croix, dite également Vraie Croix, qui est la croix sur laquelle Jésus-Christ aurait été crucifié.
Aizier est une commune limitrophe.

## Histoire
Commune devenue indépendante après la Révolution.

## Politique et administration
| Période                                  | Période  | Identité           | Étiquette | Qualité |
| ---------------------------------------- | -------- | ------------------ | --------- | ------- |
| avant 1988                               | ?        | Christian Pelfrène |           |         |
| mars 2001                                | En cours | Didier Lannoy      | UMP-LR    | Cadre   |
| Les données manquantes sont à compléter. |          |                    |           |         |

## Population et société

### Démographie
L'évolution du nombre d'habitants est connue à travers les recensements de la population effectués dans la commune depuis 1793. À partir du 1er janvier 2009, les populations légales des communes sont publiées annuellement dans le cadre d'un recensement qui repose désormais sur une collecte d'information annuelle, concernant successivement tous les territoires communaux au cours d'une période de cinq ans. 
Pour les communes de moins de 10 000 habitants, une enquête de recensement portant sur toute la population est réalisée tous les cinq ans, les populations légales des années intermédiaires étant quant à elles estimées par interpolation ou extrapolation. Pour la commune, le premier recensement exhaustif entrant dans le cadre du nouveau dispositif a été réalisé en 2006,.
En 2013, la commune comptait 271 habitants, en évolution de +6,69 % par rapport à 2008 (Eure : +2,66 %, France hors Mayotte : +2,49 %).
| 1793 | 1800 | 1806 | 1821 | 1831 | 1836 | 1841 | 1846 | 1851 |
| ---- | ---- | ---- | ---- | ---- | ---- | ---- | ---- | ---- |
| 725  | 714  | 751  | 828  | 808  | 725  | 725  | 735  | 708  |

| 1856 | 1861 | 1866 | 1872 | 1876 | 1881 | 1886 | 1891 | 1896 |
| ---- | ---- | ---- | ---- | ---- | ---- | ---- | ---- | ---- |
| 622  | 587  | 539  | 483  | 435  | 438  | 430  | 398  | 362  |

| 1901 | 1906 | 1911 | 1921 | 1926 | 1931 | 1936 | 1946 | 1954 |
| ---- | ---- | ---- | ---- | ---- | ---- | ---- | ---- | ---- |
| 343  | 311  | 287  | 264  | 236  | 256  | 255  | 272  | 244  |

| 1962 | 1968 | 1975 | 1982 | 1990 | 1999 | 2006 | 2011 | 2013 |
| ---- | ---- | ---- | ---- | ---- | ---- | ---- | ---- | ---- |
| 241  | 226  | 241  | 234  | 192  | 194  | 242  | 264  | 271  |

## Culture locale et patrimoine

### Lieux et monuments
Église Sainte-Croix
L'église est percée de fenêtres des XIVe, XVIe et XVIIe siècles et possède des vitraux classés et datés de 1540. Le chœur a été reconstruit en grande partie au XVIIe siècle. À l'intérieur, particularité avec l'existence d'un banc dit des laïcs (série de bancs parallèles à la nef et faisant face à la chaire, probablement réservés aux notables). À l'extérieur, présence sur les murs du chevet de graffitis d'inspiration maritime, attestant la présence dans la commune de nombreux marins.